# کوماکی کوری هارا
کوماکی کوری هارا (انگلیسی: Komaki Kurihara؛ زادهٔ ۱۴ مارس ۱۹۴۵) هنرپیشه اهل ژاپن است. وی از سال ۱۹۶۷ میلادی تاکنون مشغول فعالیت بوده‌است.